# Discogobio multilineatus
Discogobio multilineatus är en fiskart som beskrevs av Cui, Zhou och Lan, 1993. Discogobio multilineatus ingår i släktet Discogobio och familjen karpfiskar. Inga underarter finns listade i Catalogue of Life.